# Piet Allegaert
Piet Allegaert (Moorslede, Flandes, Bélgica, 20 de enero de 1995) es un ciclista profesional belga. Desde 2020 corre para el equipo francés Cofidis.

## Palmarés
2019
- Tour de Eurométropole

## Resultados en Grandes Vueltas
| Carrera | Carrera         | 2017 | 2018 | 2019 | 2020 | 2021  | 2022 | 2023 | 2024  |
| ------- | --------------- | ---- | ---- | ---- | ---- | ----- | ---- | ---- | ----- |
|         | Giro de Italia  | —    | —    | —    | —    | —     | —    | —    | —     |
|         | Tour de Francia | —    | —    | —    | —    | —     | —    | —    | 114.º |
|         | Vuelta a España | —    | —    | —    | —    | 123.º | —    | —    | —     |

—: no participa
Ab.: abandono

## Equipos
- Jonge Renners Roeselare (2010-2012)
- Avia-Crabbé (2013)
- EFC-Omega Pharma-Quick Step (2014)
  - EFC-Etixx (2015-2016)
- Trek-Segafredo (08.2016-12.2016)
- Sport Vlaanderen-Baloise[1] (2017-2019)
- Cofidis[2] (2020-)